# Muzułmańskie najazdy na Włochy

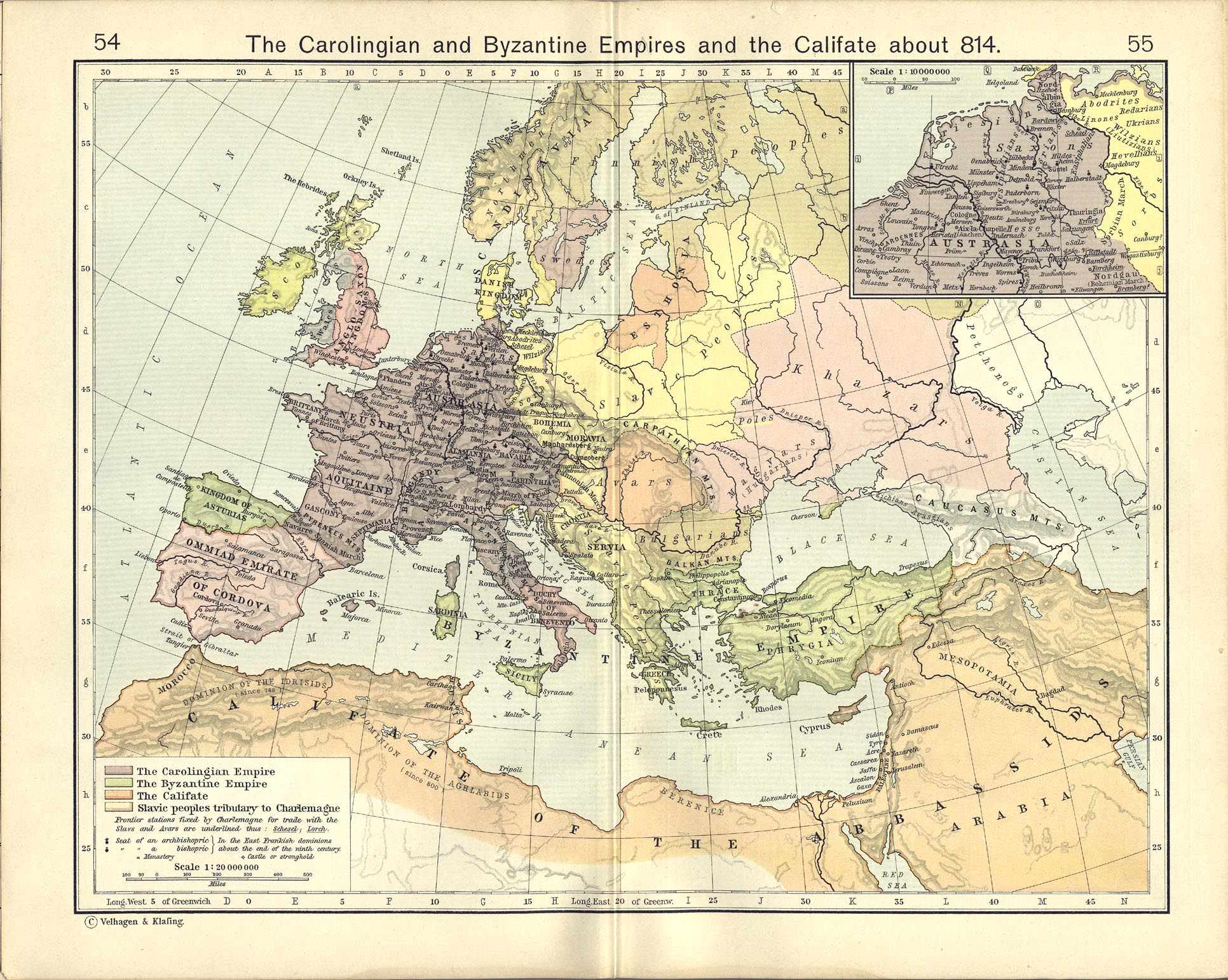
Sytuacja polityczna w basenie morza Śródziemnego przed podbojem Aghlabidów

Najazdy muzułmańskich władców i awanturników na tereny Włoch zaczęły się już w VII wieku. Ataki nasiliły się, kiedy Arabowie opanowali znaczną część Afryki Północnej. Przez długi czas muzułmanie, nazywani Saracenami, najeżdżali Półwysep Apeniński, Sycylię, Sardynię i pomniejsze wyspy. Udawało im się nawet opanować część tych terenów i rządzić nimi przez dłuższy czas. Saraceni na kilka wieków wpisali się w miejscowy krajobraz polityczny, byli liczącą się siłą i często brali udział w wewnętrznych sprawach Italii, utrzymując stosunki dyplomatyczne, handlując czy prowadząc wojny. Jednak z czasem to chrześcijanie uzyskali przewagę i zaczęli powoli wypierać muzułmańskich władców. W 915 roku sojusz miast południa, papiestwa i Bizancjum pokonał Saracenów w bitwie nad rzeką Garigliano. Zwycięstwo to zakończyło okres dominacji muzułmańskiej. W krótkim czasie Saraceni zostali wyparci z Półwyspu Apenińskiego. Ich władza przetrwała dłużej na Sycylii i Malcie, gdzie jednak pod koniec XI wieku zostali pokonani przez Normanów.

## Wyprawy łupieżcze
Wojska arabskie po raz pierwszy, na dużą skalę, pojawiły się na terenach włoskich w 642 roku. Od tego momentu zaczęły się niszczące najazdy saraceńskie na miasta południowych Włoch i okoliczne wyspy. W tym czasie znaczna część południa była jeszcze częścią Cesarstwa Bizantyńskiego. Arabowie zazwyczaj nie napotykali większego oporu bo zarówno cesarstwu jak i lokalnym możnym brakowało środków, aby utrzymywać silne garnizony w każdym mieście. Najeźdźcy wycofywali się, dopiero gdy napotykali większe siły wojskowe. Początkowo ich działalność była typowo łupieżcza, nie pozostawali zbyt długo na zajętych przez siebie terenach. Arabowie byli bardziej zainteresowani ekspansją na zachodzie, podbijali wizygocką Hiszpanię i podjęli próby zdobycia ziem należących do Franków. Królestwo Wizygotów upadło i Arabowie zaczęli najeżdżać Galię, zdobywając kilka ważnych ośrodków. Tu jednak spotkali się z silnym oporem i Frankowie zadali im klęskę pod Poitiers, po której ustały większe najazdy. Do 769 roku Frankom udało się wyprzeć siły muzułmańskie za Pireneje. Dopiero po zatrzymaniu ekspansji na zachodzie władcy muzułmańscy skupili swoją uwagę na Italii i wyspach leżących w jej sąsiedztwie. Pierwsza próba podbicia części Włoch na stałe została podjęta w 740 roku przez Habiba ibn Abi Ubajda, który próbował zdobyć Syrakuzy. Gdy w 741 roku wybuchło powstanie Berberów w Afryce Północnej, dla kalifów priorytetem było podporządkowanie sobie buntowników i to na tym koncentrowali główne siły. Później w kalifacie doszło jeszcze do walk wewnętrznych, powstania niezależnego emiratu w Kordobie i państewek berberskich w Maghrebie, które to wydarzenia skutecznie odciągały uwagę Arabów od podbojów we Włoszech.
W 642 roku namiestnik Mu’awija wyruszył ze swoimi siłami z Syrii i zaatakował Syrakuzy. Była to część kampanii jaką kalifowie prowadzili przeciwko flocie bizantyjskiej. Miasto, będące ważnym portem handlowym i wojennym, zostało zdobyte i złupione. Zniszczenia były tak duże, że Syrakuzy przez bardzo długi czas straciły na znaczeniu. W 669 roku Sycylia została ponownie najechana, tym razem przez flotę aleksandryjską. Podobnie jak pierwszy najazd, także ten był częścią kampanii mającej doprowadzić do przejęcia kontroli nad wschodnią częścią Morza Śródziemnego przez Arabów. W wyniku serii bitew i najazdów, flota bizantyjska zaczęła słabnąć i Arabowie osiągnęli swój cel. Ukoronowanie ich starań miało miejsce w 698 roku, kiedy to wojska kalifatu zdobyły Kartaginę, jedną z największych i najważniejszych baz floty bizantyjskiej. Zwycięstwo to otworzyło im drogę do opanowania zachodniej części Morza Śródziemnego. Przejęcie kontroli nad tym akwenem przez muzułmanów miało daleko idące skutki dla mieszkańców Italii.
Gubernator północnej Afryki, Musa ibn Nusajr, zaraz po zdobyciu Kartaginy, rozpoczął budowę infrastruktury koniecznej do stworzenia floty. Jego bazą był Tunis, gdzie  rozbudowano port i stworzono stocznię. Po zakończeniu tych prac rozkazał skonstruowanie stu statków. Mieszkańcy wybrzeży i wysp włoskich bardzo szybko odczuli skutki tego projektu. Flota północnoafrykańska bardzo często atakowała, łupiła, a nawet podbijała właśnie te tereny. W 700 roku Arabowie opanowali Pantellerię. W 704 roku złupili zachodnią Sycylię. Rok później najechali Syrakuzy. W 711 roku Arabowie po raz pierwszy najechali Sardynię, a w 713 Korsykę. Obydwie wyspy zostały w krótkim czasie podbite i znalazły się pod władzą arabską. W 720 roku ponownie złupiona została Sycylia, a od 727 do 734 roku najazdy na tę wyspę odbywały się corocznie. W 728 roku zawarto wprawdzie rozejm, ale już rok później flota około 180 statków ponownie złupiła Syrakuzy. Od 740 roku mieszkańcy tego miasta zaczęli regularnie płacić trybut Arabom w celu uniknięcia ataków. Z silniejszym oporem w Italii Arabowie spotkali się dopiero na przełomie 733 i 734 roku. Był on efektem wznowienia działań przez flotę bizantyjską.
Po klęsce wypraw z 752 i 753 roku, kiedy to Bizantyjczykom udało się odeprzeć siły arabskie, ataki ustały na około pięćdziesiąt lat. Była to jednak nie tyle zasługa Bizancjum, co skupienie się sił kalifatu na walkach w Galii, Hiszpanii i w północnej Afryce, gdzie wybuchła wojna domowa. W efekcie tych wydarzeń, kalif w praktyce utracił kontrolę nad tymi częściami swojego władztwa i powstały tam w zasadzie niezależne państwa, rządzone przez dynastie arabskie i berberskie. Najznaczniejszymi spośród nowych tworów było państwo Aghlabidów ze stolicą w Kairuanie, państwo Idrysydów w Maroku i Emirat Kordoby na półwyspie Iberyjskim. Wszystkie te dynastie były bardzo zainteresowane rozciągnięciem swoich wpływów na Italię, a siły im podległe kilkukrotnie najeżdżały półwysep i okoliczne wyspy.

## Podbój Sycylii i dalsze najazdy
Okres panowania i ekspansji muzułmańskiej na południu, trwający przez IX, X i XI wiek był katastrofalny w skutkach dla chrześcijańskich miast tej części Italii. W dużej mierze był to efekt braku zjednoczenia. Władcy poszczególnych terenów byli zbyt zajęci walką między sobą, żeby zawrzeć szerszy sojusz obronny. Na dodatek wielu z nich miało ambicje stworzenia całkowicie niezależnych władztw. W związku z tym odrzucali pomoc Bizancjum, która była równoznaczna z zależnością od cesarstwa. Z tego samego powodu odrzucali również podobne oferty czynione przez papiestwo i Karolingów, władających zachodnim cesarstwem. Żaden z lokalnych władców nie był jednak w stanie samodzielnie poradzić sobie z zagrożeniem ze strony Saracenów. Z tego właśnie powodu południe, przez długi czas, cierpiało z powodu muzułmańskich najazdów.
Na początku IX wieku nic nie zapowiadało tak niekorzystnych dla włoskich chrześcijan zmian. W 805 roku, Ibrahim ibn al Aghlab zawarł dziesięcioletni rozejm z Konstantynem, patrycjuszem z Sycylii. Aghlabidzi potrzebowali spokoju na froncie italskim, gdyż byli zagrożeni ze strony marokańskich Idrysydów i kordobańskich Umajjadów. Dodatkowo Karol Wielki zawarł porozumienie z Włochami w wyniku którego powstała akwitańsko-italska flota patrolująca zachodnie akweny morza Śródziemnego. Rozejm z Aghlabidami nie spełnił jednak pokładanych w nim nadziei. Wprawdzie zaprzestali oni ataków ale nie byli w stanie kontrolować innych grup arabskich awanturników, które nadal najeżdżały i łupiły Włochy. Te same problemy miał Konstantyn, który nie mógł kontrolować akcji podejmowanych przez papiestwo, Karolingów i Bizancjum. Król Italii Pepin, przedsięwziął kampanię przeciwko Saracenom i odniósł nawet kilka zwycięstw, ale nie udało mu się odzyskać Korsyki, mimo kilku prób między 806 a 810 rokiem. W czasie jednej z wypraw zginął Hadumarus, pierwszy frankijski hrabia Genui. Sardynia również pozostawała pod kontrolą Arabów.
Aghlabidzi uznali te działania za złamanie rozejmu i w 811 roku zaatakowali Lampedusę i miasta leżące w pobliżu Neapolu. Flota bizantyjska, dowodzona przez patrycjusza Grzegorza, nie udzieliła pomocy Neapolowi, uratowała za to Gaetę i Amalfi, rozbijając wojska arabskie. W następstwie tych zdarzeń Aghlabidzi zawarli w 812 roku nowy rozejm. Nie był to jednak koniec problemów. Tym razem zaatakowali Umajjadzi, których siły złupiły Niceę, Civitavecchię, Korsykę oraz Sardynię. Papież Leon III i Karol Wielki, którzy próbowali zapobiec tym najazdom, ponieśli klęskę.
W 827 roku Aghlabidzi rozpoczęli metodyczny podbój Sycylii, który, z powodu licznych przerw trwał aż do 902 roku. Emiratem rządził wówczas Zijadat Allah I. Za jego panowania emirat był na tyle stabilny, że mógł on sobie pozwolić na ekspansję na inne tereny. Pretekstem był apel Eufemiusza, bizantyjskiego wodza który ogłosił się cesarzem. Wezwał on Zijadata Allaha do udzielenia mu pomocy zbrojnej. W zamian za tę pomoc Eufemiusz uznał go swoim suzerenem i zobowiązał się płacić mu coroczny trybut. Emir, po naradzie ze swoimi dowódcami, oznajmił, że zgadza się na warunki samozwańczego cesarza. Od początku jednak nosił się z zamiarem podboju Sycylii, Eufemiusza potrzebował tylko po to, aby umożliwił on wojskom muzułmańskim bezpieczny desant na wyspę. Flota około 100 okrętów przewiozła armię Zijadata, liczącą 10 000 piechoty i 900 jeźdźców, z Susy w Tunezji do Mazary, na zachodnim wybrzeżu Sycylii. Po tym jak oddziały emira znalazły się na brzegu, zaatakowały garnizon miasta i mimo zaciętego oporu ze strony bizantyjskich żołnierzy, zdobyły go. Po opanowaniu Mazary armia ruszyła w stronę Syrakuz.
Arabowie oblegali Syrakuzy zarówno od strony lądu jak i morza przez rok. Miasto jednak ciągle się broniło. W obozie oblegających wybuchła zaraza, mieli również problemy z zaopatrzeniem w wyniku czego zaczęło im brakować pożywienia. Gdy tylko wojska aghlabidzkie osłabły, stały się celem ataków floty bizantyjskiej i weneckiej. Dowódcy emira zrozumieli że nie są w stanie pokonać obrońców i przerwali oblężenie, wycofując swoje siły w głąb lądu. Wycofując się, zniszczyli swoje okręty. Wojska bizantyjskie zaczęły odnosić sukcesy. Udało im się wyprzeć Arabów z Mineo i Enny, zmusili ich także do porzucenia Agrygentu. Muzułmanie wycofali się wówczas do Mazary. Krótko potem Aghlabidzi otrzymali nieoczekiwaną pomoc ze strony Arabów iberyjskich, którzy pojawili się na Sycylii w celach rabunkowych. Wznowili ofensywę i ponownie dotarli do Mineo. Po opuszczeniu wyspy przez wojska Umajjadów, siły arabskie ponownie wycofały się do Mazary. W tym samym czasie frankijska flota dowodzona przez hrabiego Toskanii, Bonifacego oczyściła wody wokół Sardynii z muzułmańskich piratów, po czym zaatakowała miasta leżące na afrykańskim wybrzeżu między Utyką a Kartaginą. Z tego powodu Aghlabidzi musieli na razie przerwać ofensywę.
Wznowili ją w 830 roku, kiedy to ich flota licząca około 300 okrętów zaatakowała Palermo, drugie pod względem wielkości miasto na Sycylii. Po roku oblężenia Arabom udało się opanować miejscowy port. Miał on ogromne znaczenie strategiczne – dzięki tej bazie można było swobodnie atakować nie tylko wyspę, ale również Półwysep Apeniński. Mimo zaciętego oporu ze strony Bizancjum i kilku porażek, Arabowie zaczęli powoli podporządkowywać sobie miejscowe twierdze i miasta. Do 840 roku opanowali całą zachodnią część Sycylii. W 843 roku, po bardzo długim oblężeniu, udało im się zdobyć Mesynę. Miasto to dawało im kontrolę nad cieśniną Mesyńską, dzięki temu mogli kontrolować ruchy floty bizantyjskiej i odcięli wiele garnizonów cesarskich od wsparcia z zewnątrz. W walkach o Mesynę wspierał Aghlabidów Neapol, który stał się ich sojusznikiem. W 837 roku odwdzięczyli się oni za pomoc, pokonując oblegającego to miasto księcia Benewentu, Sikarda. Poza tym, dzięki sojuszowi, Neapolitańczycy czerpali duże zyski z handlu w zachodniej części morza Śródziemnego.

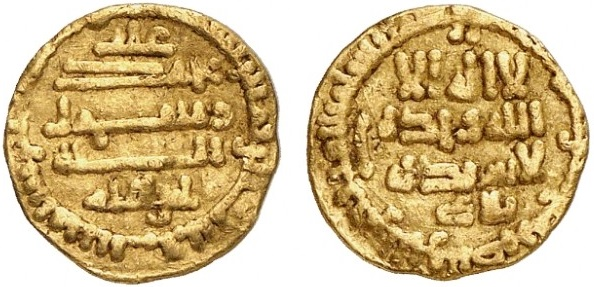
Aghlabidzkie dinary z Sycylii

Po zdobyciu Palermo i Mesyny, Aghlabidzi skoncentrowali się na południowo-wschodniej części wyspy, zwłaszcza na Syrakuzach. Ich wojska nie miały większych problemów z podporządkowywaniem sobie okolic wiejskich. O wiele trudniejsze było natomiast zdobywanie ufortyfikowanych miast, zwłaszcza że nie posiadali zbyt rozwiniętej sztuki oblężniczej. Jeśli już zdobywali miasta to był to efekt bardzo długich oblężeń lub przekupstwa. I tak Modica padła w 845, Lentini w 847, Ragusa w 848, Enna w 859 a Syrakuzy, po ciężkich walkach, dopiero w 878 roku. W międzyczasie Arabowie wyprawili się również na Maltę, którą podporządkowali sobie w 870 roku. W 902 roku, dzięki zdradzie cesarskiego admirała Eustacjusza, padła Taormina, ostatnia bizantyjska twierdza na Sycylii. Jeszcze przed zakończeniem podboju wyspy, Arabowie zaczęli najeżdżać Półwysep Apeniński. Także tutaj udało im się odnieść wiele sukcesów, mimo oporu ze strony Bizancjum, Franków i papiestwa. Jedną z głównych przyczyn ich sukcesów były wewnętrzne walki między miastami i możnymi Italii. Najeżdżani chrześcijanie przez bardzo długi czas nie potrafili się zjednoczyć.

## Najazdy na Półwysep Apeniński
Siły Aghlabidów pojawiły się po raz pierwszy w kontynentalnej części Włoch w 837 roku, kiedy to przyszli z odsieczą Neapolitańczykom, oblężonym przez księcia Benewentu. Zwrócenie się z prośbą o pomoc do Arabów było dla książąt Neapolu aktem rozpaczy. Przedtem wielokrotnie prosili o interwencje chrześcijańskich władców, w tym Ludwika Pobożnego. Wojska Aghlabidów rozbiły armię Benewentu, a potem najechały i złupiły ziemie księstwa. Wdzięczni Neapolitańczycy zawarli z nimi sojusz i traktat dotyczący wymiany handlowej. To właśnie z powodu tych umów flota Neapolu wspierała Arabów w czasie oblężenia Mesyny. Sojusznicy nie byli tu jednak równorzędnymi partnerami – Aghlabidzi zajęli i okupowali neapolitańskie wyspy Ponza i Ischia oraz przylądek Miseno. Rezydujące tam garnizony często udawały się na wyprawy łupieżcze, atakując tereny wiejskie należące do Neapolu. Doprowadziło to do zerwania sojuszu przez księcia Sergiusza I. W 845 roku zawarł on przymierze z Gaetą, Amalfi i Sorrento. Połączone siły tych miast pokonały Arabów oblegających Neapol, zwyciężyły ich flotę pod Punta Licosa, a później skutecznie chroniły wybrzeża przed łupieżczymi najazdami.
W 846 roku arabska armia, licząca 11 tysięcy żołnierzy, wspierana przez 73 okręty najechała Rzym. Mimo licznych ostrzeżeń o zbliżających się wojskach miasto i jego okolice nie były gotowe do obrony. Najeźdźcy z łatwością opanowali i złupili Ostię i Porto. W samym Rzymie złupili tę część miasta, która leżała na prawym brzegu Tyberu oraz bazylikę świętego Piotra i katedrę świętego Pawła. Rzymianie i niewielki garnizon złożony z Franków nie byli w stanie skutecznie walczyć z łupieżcami. Odsiecz, czyli wojska Ludwika II i flota sprzymierzonych miast italskich, przybyła zaś za późno. Saraceni którzy złupili Rzym, po wycofaniu się z miasta, oblegli Gaetę. Tam zostali jednak zmuszeni do odwrotu przez flotę miast włoskich. W czasie odwrotu flota arabska została zniszczona przez sztorm. Wraz z okrętami przepadły wszystkie bogactwa zdobyte w Rzymie.
Atak z 846 roku sprawił, że przynajmniej część władców italskich zdała sobie sprawę ze skali zagrożenia. Papież Leon IV rozpoczął rozbudowę fortyfikacji rzymskich. Odbudowano te, które zniszczyli Arabowie oraz zbudowano wiele nowych odcinków. Ufortyfikowano również sam Watykan. Na przedsięwzięcie to złożył się cały kościół zachodni oraz wielu europejskich władców, w tym cesarz Lotar I. Na rozkaz Leona IV zbudowano również twierdze w Lorto, Leopoli oraz w Orte i Amerii w Toskanii. To także dzięki niemu wybudowano fortecę, która służyła jako schronienie dla uchodźców z Korsyki. Saraceni uderzyli ponownie w 849 roku, jeszcze przed zakończeniem wszystkich prac. Ich flotę dostrzeżono po raz pierwszy w okolicach wybrzeża Sardynii. Miasta południowej Italii, pomne doświadczeń sprzed trzech lat, od razu wystawiły wojska. Na czele floty Amalfi, Gaety i Neapolu stanął Cezariusz, syn Sergiusza I. Przed walką z Arabami włoska flota udała się jeszcze po posiłki do Rzymu, gdzie została pobłogosławiona przez papieża. W końcu doszło do bitwy, która zakończyła się zwycięstwem chrześcijan, przy czym znaczna część floty arabskiej została zniszczona przez sztormy. W tym samym roku inne oddziały arabskie najechały i spustoszyły część wybrzeża włoskiego w okolicach Luny.

## Walki na południowym wschodzie

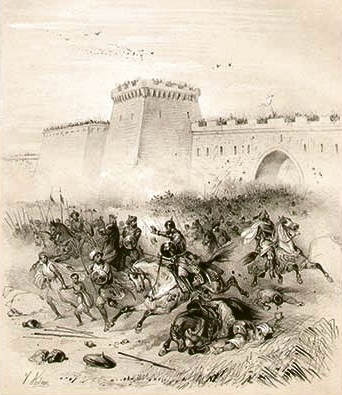
Zdobycie Bari

Arabowie byli również aktywni na Morzu Adriatyckim i w południowo-wschodniej części Półwyspu Apenińskiego. Tutaj także ich poczynaniom sprzyjały podziały między lokalnymi władcami. W 838 roku zdobyli Brindisi i złupili ziemie leżące wokół miasta. W końcu jednak musieli ustąpić pod naporem sił Sikarda z Benewentu. W 840 roku, jego następca, Radelgis, wynajął muzułmańskich żołnierzy do walki przeciwko księciu Salerno. Obóz dla najemników postawiono w okolicach Bari. Saraceni nie mieli jednak zamiaru wywiązać się z umowy i zaatakowali miasto. Walki, w których zginęło wielu mieszkańców, zakończyły się zwycięstwem dla atakujących. Bari stało się wówczas bazą dla wojsk arabskich, stąd atakowali okoliczne tereny położone na wybrzeżach Adriatyku przez następne 30 lat. W 840 roku Arabom udało się zająć Tarent, skąd zaatakowali i złupili Kalabrię i południową część Apulii. Na morzu prowadzili działalność piracką, napadając na statki należące do chrześcijańskich kupców i władców. Zaniepokojeni Wenecjanie zaoferowali pomoc w rozwiązaniu problemu cesarzowi bizantyjskiemu, Teofilowi. Wyprawa sześćdziesięciu okrętów weneckich przeciwko Tarentowi zakończyła się jednak klęską chrześcijan i łupieżcze rajdy Arabów nadal trwały. Na domiar złego Wenecjanie ponieśli kolejne porażki – jedną pod Ankoną a drugą pod Sansego. W wyniku tych niepowodzeń Wenecja utraciła kontrolę nad Adriatykiem, a jej kupcy ponieśli olbrzymie straty.
W Bari i w Tarencie osiadła znaczna liczba muzułmanów, także można mówić o powstaniu tam emiratów. Wielu innych muzułmańskich wojowników znajdowało się na terenach położonych w głębi lądu, nominalnie służąc pod rozkazami Radelgisa z Benewentu. Bandy te złupiły ziemie między Kannami a Kapuą. Książę Siconolf z Salerno również zatrudniał muzułmańskich najemników, znajdował się w sojuszu z oddziałami zajmującymi Tarent. Rywalizacja Siconolfa z Radelgisem doprowadziła do tego, że cała środkowa część południowej Italii została wydana na pastwę Saracenów. W tej sytuacji, w 847 roku doszło do spotkania Ludwika II z Leonem IV w Rzymie. Postanowiono na nim o zawiązaniu sojuszu, do którego przyłączyli się także Wenecjanie i neapolitański książę Sergiusz. Zadaniem przymierza było ustabilizowanie sytuacji na południu i powstrzymanie Arabów. Zwaśnieni książęta Benewentu i Salerno zostali zmuszeni do zawarcia rozejmu i wzięcia udziału w walkach przeciwko łupieżcom. Siłom cesarskim udało się pokonać Saracenów z Bari w walnej bitwie, ale nie były one w stanie opanować samego miasta. Udało się im natomiast rozbić oddziały muzułmańskich najemników Radelgisa. Sytuacja była jednak nadal korzystna dla Arabów, którzy kontrolowali Bari i Tarent. Do tych miast zaczęli wkrótce przybywać ludzie z północnej Afryki, wzmacniając liczebnie tutejsze oddziały. Bari i Tarent służyły jako bazy wypadowe, skąd co jakiś czas dokonywano łupieżczych rajdów na ziemie pozostające pod panowaniem chrześcijan. Szczególnie zagrożone były klasztory Monte Cassino i San Vincenzo. W 852 roku ich opaci zapewnili sobie pomoc zbrojną ze strony Ludwika II. Siły Karolingów pokonały wprawdzie najeźdźców, ale ponownie nie były w stanie zdobyć ich baz. W ciągu następnych dziesięciu lat klasztory niejednokrotnie były zagrożone przez Saracenów i często musiały opłacać się w celu uniknięcia grabieży. W tym samym czasie Arabowie złupili wiele znacznych miast południa, między innymi Neapol i Kapuę. Udało im się także złupić większość Kampanii i Benewentu. Dopóki posiadali swoje bazy w Bari i Tarencie, byli stałym zagrożeniem dla regionu.
W 866 roku, w reakcji na uporczywe skargi Benewentu i Kapui, cesarz Ludwik II zorganizował wyprawę na południe. Ogłosił zaciąg dużych sił w północnej i środkowej Italii oraz wezwał książęta i miasta południa do porzucenia sporów i przyłączenia się do ekspedycji przeciw Saracenom z Bari. Działania wojenne były prowadzone bardzo dokładnie i metodycznie. Rozbijano oddziały przeciwnika w otwartych starciach i kolejno zajmowano twierdze chroniące dostępu do Bari, takie jak Canosa, Venosa czy Matera. Po raz kolejny jednak nie udało się zdobyć samego miasta. W czasie tej wyprawy cesarz zrozumiał, że nie uda mu się osiągnąć tego celu bez wsparcia z morza. W 868 roku Bari zostało zaatakowane przez dużą flotę bizantyjską, ale akurat wtedy wojska cesarskie oblegające miasto były zbyt nieliczne aby przystąpić do poważniejszych działań. Rok wcześniej Wenecjanom udało się odnieść sukces w walkach o Tarent. Ich flota zniszczyła wiele okrętów przeciwnika i uniemożliwiała im wyjście z miejskiego portu. Interwencja cesarska nie podobała się jednak wszystkim – wielu książąt obawiało się, że utraci wiele ze swoich wpływów na rzecz cesarza, dlatego często bardzo niechętnie współdziałali z jego siłami. Nowy książę Neapolu, Sergiusz II, uciekł się nawet do zawarcia sojuszu z Saracenami. Udzielał gościny oddziałom arabskim, które potem najeżdżały sąsiadów Neapolu. Po stronie cesarza aktywna była natomiast Wenecja i miasta dalmackie, dla których obecność Saracenów oznaczała duże straty w handlu. Floty miast dalmackich i Wenecji zaczęły blokować od strony morza te miasta, które atakowały wojska cesarskie. Po czterech latach ciężkich walk, w 871 roku, Ludwikowi II, udało się w końcu opanować Bari. Dla Arabów był to druzgocący cios, który mocno nadwyrężył ich siły w kontynentalnej części Italii. Sukces cesarstwa nie wywołał jednak entuzjazmu wśród miejscowych książąt. Bojąc się o władzę, książęta Neapolu, Salerno, Spoleto i Benewentu zawiązali spisek. Udało im się pojmać Ludwika i wymóc na nim przysięgę, że już nigdy nie powróci do południowych Włoch. Konspiratorzy szybko jednak pożałowali swojej decyzji i już w 872 roku musieli prosić cesarza o interwencję. Italia po raz kolejny została bowiem zaatakowana przez Saracenów, tym razem ich armia liczyła około 30 000 żołnierzy. Ludwikowi i tym razem udało się pokonać przeciwnika i zmusić go do odwrotu.
Śmierć cesarza w 875 roku oznaczała dalsze problemy dla chrześcijan. Mimo sukcesów, zagrożenie ze strony Saracenów nie zmalało. Nie było już przywódcy zdolnego zjednoczyć lokalnych władców czy zainterweniować w ich obronie. Cesarstwo Karolingów pogrążyło się w wojnie domowej, ale nawet po jej zakończeniu, gdy cesarzem został Karol Łysy, przestało ono przejawiać większe zainteresowanie kwestią południowej Italii. Na domiar złego odżyły wszystkie partykularyzmy uniemożliwiające stworzenie wspólnego frontu przez chrześcijańskich władców południowych Włoch. Byli oni zbyt zajęci walkami między sobą żeby poważnie przeciwstawić się Saracenom. Co więcej, często sprzymierzali się z nimi, aby uzyskać przewagę nad konkurentami. W 872 roku Arabowie panujący nad Kretą najechali na wybrzeże Dalmacji i złupili je, pozostawiając za sobą wiele zniszczeń. Nie zmieniło to jednak układu sił na Adriatyku który powstał po zniszczeniu emiratu Bari. Na morzu tym nadal dominowali Wenecjanie. Dzięki działalności Bizancjum, które zaczęło przywracać swoją władzę nad Bari, w tej części Italii poprawiła się pozycja chrześcijan na lądzie. W 880 roku siłom cesarstwa wschodniego udało się odzyskać także Tarent.

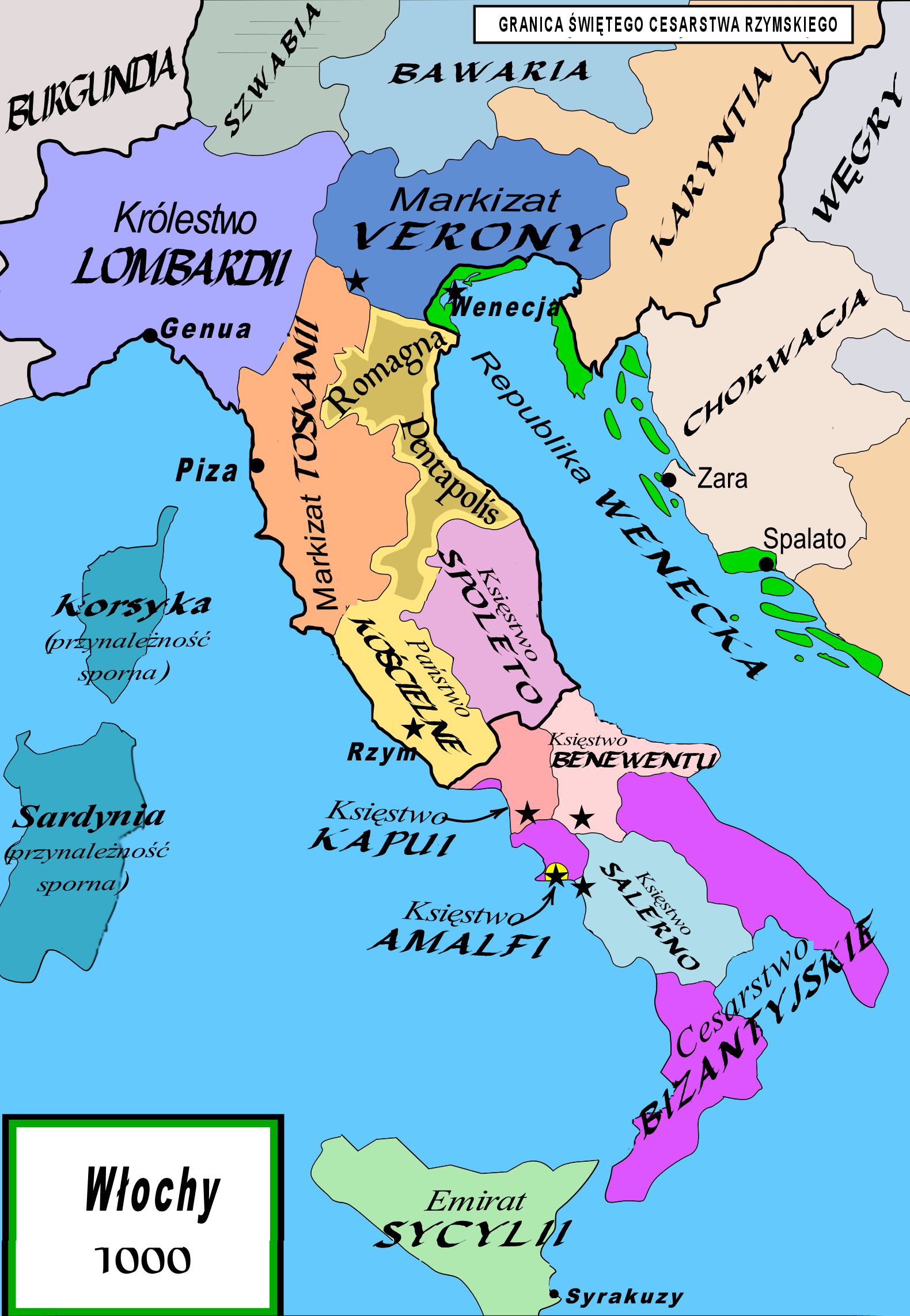
Sytuacja polityczna we Włoszech około 1000 roku

## Walki na południowym zachodzie
Inaczej miała się sytuacja na wybrzeżu morza Tyrreńskiego. Miejscowi władcy, obawiając się rosnącej siły Bizancjum, chcąc zapobiec wyprawom łupieżczym Saracenów i licząc na korzyści z handlu z nimi, sprzymierzyli się z muzułmanami. W skład sojuszu wszedł Neapol, Gaeta, Salerno, Kapua, a nawet Amalfi. Miasta te brały udział między innymi w najazdach na Rzym z 876 i 877 roku. Neapol służył wręcz Saracenom za bazę wypadową. Papież Jan VIII nie był w stanie powstrzymywać najeźdźców własnymi siłami. Arabowie natomiast bardzo ochoczo atakowali klasztory i posiadłości kościelne, łupiąc je i biorąc wielu ich mieszkańców do niewoli. Rzym znajdował się wówczas w trudnym położeniu. Nie mógł liczyć na pomoc ze strony cesarza Karola Łysego, a miasta południa Italii były sojusznikami Saracenów. Na dodatek papiestwo znajdowało się w poważnym konflikcie z Bizancjum dotyczącym osoby patriarchy konstantynopolitańskiego, Focjusza. Jednak dzięki umiejętnością dyplomatycznym Jana VIII udało się na pewien czas rozbić sojusz miast włoskich z Arabami. Amalfi zgodziło się nawet chronić rzymskich wybrzeży przed napaściami. Papieżowi nie udało się jednak nakłonić Salerno i Benewentu do sojuszu z Bizancjum, które właśnie podporządkowało sobie Kalabrię. Nie udało mu się również sformułować wspólnego frontu przeciw Saracenom z miastami południa. Każde z nich prowadziło samodzielną politykę, współpracując, zależnie od sytuacji, z Bizancjum lub Arabami. W rezultacie Saraceni nadal prowadzili łupieżcze rajdy na południu, powodując duże zniszczenia i zubożenie niektórych regionów. Główne bazy wypadowe znajdowały się w Traetto, Ciciliano i w Saracinesco. Ofiarami najazdów były między innymi słynne klasztory na Volturno i na Monte Cassino. Poza tym, Arabowie kontrolowali wiele terenów nad rzeką Garigliano.
Kres potędze Saracenów w kontynentalnej części Włoch położył sojusz stworzony przez papieża Jana X. Udało mu się nakłonić do współpracy Bizantyjczyków, książąt z południa, a także miasta takie jak Neapol, Gaeta, Kapua i Salerno. Do decydującej bitwy doszło nad rzeką Garigliano w 915 roku. Zakończyła się ona druzgocącym zwycięstwem chrześcijan. Oddziały arabskie, mimo tego że Neapolitańczycy próbowali umożliwić im bezpieczny odwrót, zostały zmasakrowane. W niedługim czasie muzułmańskie siły zostały wyparte z południa Półwyspu Apenińskiego. Zwycięska kampania Jana X i jego sojuszników nie oznaczała jednak końca arabskich najazdów – położyła kres ich panowaniu nad częścią południa i mocno osłabiła. Wyprawy jednak trwały nadal. Na przykład w 918 roku Arabom udało się zdobyć Reggio, gdzie pojmano wielu mieszkańców i sprzedano ich jako niewolników do Afryki i na Sycylię. Późniejsze wyprawy nękały miasta położone na wybrzeżu i często wymuszały okupy. Zdarzały się nawet próby opanowania większych miast, takich jak Neapol czy Salerno, które uratowało się tylko dzięki pomocy pielgrzymów powracających z Ziemi Świętej. Południowo-wschodnia część półwyspu również nękana była atakami. Szczególnie narażone były Tarent i Bari. Po zwycięstwie floty weneckiej w 1002 roku, Arabowie zaprzestali większych wypraw, ale mniejsze najazdy zdarzały się nadal.

## Walki na północy
W X wieku Arabowie zaczęli atakować także północną część Półwyspu Apenińskiego. Podobnie jak na południu, na początku miasta włoskie mocno ucierpiały od tych najazdów, ale szybko zjednoczyły się w walce przeciw wspólnemu zagrożeniu. Szczególnie aktywne były Piza i Genua, których działania często wykraczały poza Italię i jej okolice. Miasta te dążyły do zwiększenia swoich wpływów w całej zachodniej części morza Śródziemnego.
Większe najazdy na północ zaczęły się od 888 roku, kiedy to hiszpańscy Arabowie umiejscowili się w prowansalskim La Garde-Freinet. Osada ta stała się ich bazą, skąd atakowali sąsiednie tereny. Bardzo szybko udało im się przejąć kontrolę nad wieloma przełęczami alpejskimi, dzięki czemu mogli łupić kupców i pielgrzymów zmierzających do północnej Italii. Ataki trwały nadal i w 906 roku zniszczyli znane opactwo w Novalesie. W 931 roku Prowansalczycy i sprzymierzona z nimi bizantyjska flota, próbowali pozbawić Arabów bazy wypadowej. Mimo kilku zwycięstw chrześcijan, La Garde-Freinet pozostała w rękach Saracenów. W 942 roku miała miejsce następna wyprawa przeciw muzułmańskich bazom w Prowansji i północnych Włoszech, ale jej sukcesy zostały zmarnotrawione przez króla Włoch. Hugo z Arles zawarł bowiem pokój, na mocy którego ustalono zaprzestanie ataków pod warunkiem, że Arabowie nie będą przepuszczali sił Berengara z Ivrei przez kontrolowane przez siebie przełęcze. W 972 roku Saraceni popełnili bardzo poważny błąd. Uwięzili bardzo wpływowego opata Cluny, Majola, gdy ten prowadził pielgrzymkę przez Wielką Przełęcz Świętego Bernarda. Wywołało to bardzo duże poruszenie wśród chrześcijańskich możnych. Władcy Prowansji i Piemontu połączyli siły i po konsekwentnie realizowanej kampanii, pozbawili Arabów ich posiadłości w tym regionie.

## Piza i Genua
Innymi ofiarami arabskich najazdów były Piza i Genua. W 934 i 935 roku tereny rozciągające się między tymi dwoma miastami zostały zaatakowane i złupione przez siły  Fatymidów z Afryki. Szczególnie ucierpiała Genua, której wielu mieszkańców zostało pojmanych i sprzedanych później jako niewolnicy. Arabowie zrabowali również wiele drogocennych przedmiotów i pieniędzy, nie oszczędzając dóbr kościelnych. Piza jeszcze kilkukrotnie padła ofiarą najazdów, między innymi w 1004 i 1012 roku. W 1015 roku, hiszpańscy Arabowie z Denii i Balearów zajęli Sardynię, skąd wyprawili się na wybrzeża genueńskie i pizańskie. Dzięki licznym bazom morskim Saraceni z łatwością kontrolowali żeglugę w zachodniej części morza Śródziemnego. Prowadzili również działalność piracką napadając na statki kupieckie. Dla miast północnych Włoch oznaczało to duże straty z powodu spadku obrotów z handlu. Podupadło wówczas wiele wcześniej rozwijających się ośrodków handlowych.

Sytuacja polityczna we Włoszech w 1084 roku

Rządzący Pizą i Genuą doszli do wniosku, że aby poradzić sobie z zagrożeniem ze strony Saracenów, nie wystarczy ograniczyć się do działań defensywnych. W XI wieku obydwa miasta przeszły do ofensywy. Wiele z tych inicjatyw, mających zapewnić bezpieczną żeglugę na morzu Tyrreńskim, podejmowały wspólnie. W 1004 roku Pizańczycy zorganizowali wyprawę odwetową i zaatakowali Reggio, niszcząc jego okolice. W tym samym roku, w sojuszu z Genueńczykami, zaatakowali arabskie bazy wypadowe na Sardynii. Papież Benedykt VIII zachęcał obydwa miasta do odbicia wyspy i w 1015 i 1016 roku doszło do kilku wypraw, w wyniku których Pizańczycy zajęli Sardynię. W 1034 roku Piza wspierana przez Genueńczyków i Prowansalczyków zaatakowała, leżącą w północnej Afryce, Annabę. Miasto to było jedną z najważniejszych baz wypadowych piratów. W 1062 lub w 1063 roku Pizańczycy najechali Palermo. Udało im się opanować port, gdzie zniszczyli wiele statków i miejscowy arsenał. W 1087 roku połączone siły miast włoskich wyprawiły się na Mahdijję leżącą w północnej Afryce. Mahdija, należąca do Tamina z Zirydów, była bardzo ważnym portem. To właśnie stąd wyruszało wielu saraceńskich piratów oraz wyprawy łupieżcze nękające wybrzeża Włoch. Wyprawa była przedsięwzięciem Amalfitańczyków, Pizańczyków oraz Genueńczyków i cieszyła się poparciem papieża, który wysłał na nią swojego legata. Włochom, którzy dysponowali 400 statkami i 30 000 żołnierzy, udało się pokonać siły Tamina. Zajęli przedmieścia i znaczną część samego miasta, co zmusiło władcę z dynastii Zirydów do kapitulacji. Musiał zapłacić olbrzymi okup, źródła różnią się między sobą ale było to od 30 000 do 100 000 złotych dinarów. Oprócz tego musiał zagwarantować genueńskim i pizańskim kupcom swobodny dostęp do portów i miast na terenie swojego władztwa, uwolnić wszystkich chrześcijańskich jeńców i uniemożliwić swoim poddanym działalność piracką i łupieżczą.

## Późniejsze walki
Walki włoskich miast z piratami z północnej Afryki trwały jeszcze bardzo długo. Jednak w XI wieku stało się jasne, że próby muzułmańskiej ekspansji w Italii zakończyły się niepowodzeniem. Projekty takie zostały zarzucone i w następnych stuleciach żaden muzułmański władca nie podjął poważniejszej wyprawy w celu opanowania jakiejś części Włoch na stałe. Po porażkach na północy i na południu Włoch, których skutkiem była utrata posiadłości na Półwyspie Apenińskim, muzułmanie kontrolowali jeszcze Sycylię. Utracili ją jednak pod koniec XI wieku w wyniku podbojów Normanów. Skuteczna obrona i udane akcje ofensywne chrześcijan zapoczątkowały proces przejmowania kontroli nad żeglugą na Morzu Śródziemnym przez włoskie republiki kupieckie, takie jak Wenecja czy Genua. To właśnie dzięki zyskom z handlu morskiego możliwy był tak znaczący rozwój gospodarczy i kulturalny w północnych Włoszech. Wydarzenia te często uważa się za zapowiedź ruchu krzyżowego, zwłaszcza że republiki włoskie brały w nim bardzo aktywny udział i umożliwił im on dalsze rozszerzenie wpływów.